# Laureano de Torres e Ayala
Laureano de Torres e Ayala (1645–1722), Era um Marquês de Casa Torres e Cavaleiro de Santiago,  foi um oficial militar espanhol e governador real de La Florida (1693–1699) e de Cuba (1708–1711 e 1713–1716 ). Durante sua administração na Flórida,ele concluiu a construção da fortaleza Castillo de San Marcos em Santo Agostinho ( San Agustín ), capital da província da Flórida.